# Begonia peltifolia
Espèce
Synonymes
- Begonia parvipeltata A.DC.[1]

Begonia peltifolia est une espèce de plantes de la famille des Begoniaceae. Ce bégonia est originaire du Brésil. L'espèce fait partie de la section Pritzelia.
Elle a été décrite en 1827 par Heinrich Wilhelm Schott (1794-1865). L'épithète spécifique peltifolia signifie « à feuille en forme de bouclier ».

## Répartition géographique
Cette espèce est originaire du pays suivant : Brésil.